# Acontiophoridae
Acontiophoridae é uma família de cnidários antozoários da infraordem Thenaria, subordem Nyantheae (Actiniaria).

## Géneros
- Acontiophorum Carlgren, 1938
- Mimetridium Hand, 1961
- Ramirezia Zamponi, 1979